# Provitamin
A provitamin olyan vitamin-aktivitás nélküli vagy alacsony vitamin-aktivitású vegyület, amely a szervezetben normális anyagcsere-folyamatok során vitaminná alakul át. Mivel a fogalom jelentése részben átfed a vitamer jelentésével, akkor helyénvaló a használata, ha az aktivitás hiányát kívánják hangsúlyozni vele.

## Példák
- A-provitamin: α-, β- és γ-karotin és β-kriptoxantin.
- B5-provitamin: dexpantenol
- D2-provitamin: ergoszterin.
- D3-provitamin: 7-dehidrokoleszterin, amely a bőrben UV-sugárzás hatására alakul át kolekalciferollá.